# Arondismentul Foix
Arondismentul Foix (în franceză Arrondissement de Foix) este un arondisment din departamentul Ariège, regiunea Midi-Pyrénées, Franța.

## Subdiviziuni

### Cantoane
- Cantonul Ax-les-Thermes
- Cantonul La Bastide-de-Sérou
- Cantonul Les Cabannes
- Cantonul Foix-Rural
- Cantonul Foix-Ville
- Cantonul Lavelanet
- Cantonul Quérigut
- Cantonul Tarascon-sur-Ariège
- Cantonul Vicdessos

### Comune
| 1. Aigues-Juntes (09001)               | 2. L'Aiguillon (09003)                  | 3. Albiès (09004)                   | 4. Alliat (09006)                      |
| 5. Allières (09007)                    | 6. Alzen (09009)                        | 7. Appy (09012)                     | 8. Arabaux (09013)                     |
| 9. Arignac (09015)                     | 10. Arnave (09016)                      | 11. Artigues (09020)                | 12. Ascou (09023)                      |
| 13. Aston (09024)                      | 14. Aulos (09028)                       | 15. Auzat (09030)                   | 16. Ax-les-Thermes (09032)             |
| 17. Axiat (09031)                      | 18. La Bastide-de-Sérou (09042)         | 19. Baulou (09044)                  | 20. Bestiac (09053)                    |
| 21. Bompas (09058)                     | 22. Le Bosc (09063)                     | 23. Bouan (09064)                   | 24. Brassac (09066)                    |
| 25. Burret (09068)                     | 26. Bédeilhac-et-Aynat (09045)          | 27. Bélesta (09047)                 | 28. Bénac (09049)                      |
| 29. Bénaix (09051)                     | 30. Les Cabannes (09070)                | 31. Cadarcet (09071)                | 32. Capoulet-et-Junac (09077)          |
| 33. Carcanières (09078)                | 34. Carla-de-Roquefort (09080)          | 35. Caussou (09087)                 | 36. Caychax (09088)                    |
| 37. Cazenave-Serres-et-Allens (09092)  | 38. Celles (09093)                      | 39. Château-Verdun (09096)          | 40. Cos (09099)                        |
| 41. Dreuilhe (09106)                   | 42. Durban-sur-Arize (09108)            | 43. Ferrières-sur-Ariège (09121)    | 44. Foix (09122)                       |
| 45. Fougax-et-Barrineuf (09125)        | 46. Freychenet (09126)                  | 47. Ganac (09130)                   | 48. Garanou (09131)                    |
| 49. Gestiès (09134)                    | 50. Goulier (09135)                     | 51. Gourbit (09136)                 | 52. Génat (09133)                      |
| 53. L'Herm (09138)                     | 54. L'Hospitalet-près-l'Andorre (09139) | 55. Ignaux (09140)                  | 56. Ilhat (09142)                      |
| 57. Illier-et-Laramade (09143)         | 58. Lapège (09152)                      | 59. Larbont (09154)                 | 60. Larcat (09155)                     |
| 61. Larnat (09156)                     | 62. Lassur (09159)                      | 63. Lavelanet (09160)               | 64. Lercoul (09162)                    |
| 65. Lesparrou (09165)                  | 66. Leychert (09166)                    | 67. Lieurac (09168)                 | 68. Lordat (09171)                     |
| 69. Loubières (09174)                  | 70. Luzenac (09176)                     | 71. Mercus-Garrabet (09188)         | 72. Miglos (09192)                     |
| 73. Mijanès (09193)                    | 74. Montagagne (09196)                  | 75. Montaillou (09197)              | 76. Montels (09203)                    |
| 77. Montferrier (09206)                | 78. Montgaillard (09207)                | 79. Montoulieu (09210)              | 80. Montseron (09212)                  |
| 81. Montségur (09211)                  | 82. Mérens-les-Vals (09189)             | 83. Nalzen (09215)                  | 84. Nescus (09216)                     |
| 85. Niaux (09217)                      | 86. Orgeix (09218)                      | 87. Orlu (09220)                    | 88. Ornolac-Ussat-les-Bains (09221)    |
| 89. Orus (09222)                       | 90. Pech (09226)                        | 91. Perles-et-Castelet (09228)      | 92. Le Pla (09230)                     |
| 93. Prades (09232)                     | 94. Pradières (09234)                   | 95. Prayols (09236)                 | 96. Le Puch (09237)                    |
| 97. Péreille (09227)                   | 98. Quié (09240)                        | 99. Quérigut (09239)                | 100. Rabat-les-Trois-Seigneurs (09241) |
| 101. Raissac (09242)                   | 102. Roquefixade (09249)                | 103. Roquefort-les-Cascades (09250) | 104. Rouze (09252)                     |
| 105. Saint-Jean-d'Aigues-Vives (09262) | 106. Saint-Jean-de-Verges (09264)       | 107. Saint-Martin-de-Caralp (09269) | 108. Saint-Paul-de-Jarrat (09272)      |
| 109. Saint-Pierre-de-Rivière (09273)   | 110. Saurat (09280)                     | 111. Sautel (09281)                 | 112. Savignac-les-Ormeaux (09283)      |
| 113. Sem (09286)                       | 114. Senconac (09287)                   | 115. Sentenac-de-Sérou (09292)      | 116. Serres-sur-Arget (09293)          |
| 117. Siguer (09295)                    | 118. Sinsat (09296)                     | 119. Sorgeat (09298)                | 120. Soula (09300)                     |
| 121. Suc-et-Sentenac (09302)           | 122. Surba (09303)                      | 123. Suzan (09304)                  | 124. Tarascon-sur-Ariège (09306)       |
| 125. Tignac (09311)                    | 126. Unac (09318)                       | 127. Urs (09320)                    | 128. Ussat (09321)                     |
| 129. Vaychis (09325)                   | 130. Verdun (09328)                     | 131. Vernajoul (09329)              | 132. Vernaux (09330)                   |
| 133. Vicdessos (09334)                 | 134. Villeneuve-d'Olmes (09336)         | 135. Vèbre (09326)                  |                                        |